# Clusia flava
Clusia flava är en tvåvingeart som beskrevs av Johann Wilhelm Meigen 1830. Clusia flava ingår i släktet Clusia och familjen träflugor. Arten är reproducerande i Sverige. Inga underarter finns listade i Catalogue of Life.